# Pierre Louis Garcia-Leccia
Pour les articles homonymes, voir Garcia et Leccia.
Pierre Louis Garcia-Leccia est un compositeur français, clarinettiste spécialisé dans le jeu des clarinettes basse et contrebasse et également saxophoniste. Son domaine de prédilection est la musique improvisée.

## Biographie
Pierre Louis Garcia-Leccia arrive d'Algérie en passant par la Corse en banlieue parisienne à  l'âge de 6 ans.
Pierre Louis Garcia-Leccia apprend dans sa jeunesse la clarinette et la guitare classique. Il étudie de façon éphémère à la Sorbonne et la faculté de Vincennes. Il se consacre ensuite à l'étude approfondie de la clarinette au conservatoire de Versailles. Il étend plus tard son jeu à la guitare électrique avec des premiers groupes de rock, le saxophone alto pour le jazz en s'inspirant de Charlie Parker, Eric Dolphy et Charlie Mingus, la boîte à rythme DX d'Oberheim pour le “groove”, le saxophone soprano pour la musique modale et le jazz-fusion, la clarinette basse pour la danse et le cinéma, la clarinette contrebasse pour le son, les racines, le solo.
Son expérience musicale s'enrichit de ses rencontres avec Michel Bily, Alan Silva, Steve Lacy, Anhaï trio, Jean-Louis Chautemps, Bernard Lubat... Il participe  de nombreux festivals de jazz en France et au Brésil.
Il enseigne la musique dès l'âge de 18 ans en collège. Il a participé pendant une année à  l'aventure de l'Institut Art Culture Perception (IACP) d'Alan Silva.
En 1979, il ouvre une des premières classes de jazz et d'improvisation en France au conservatoire de Mantes.
Sur l'entremise de son ami Jean-Noël Crocq, il rachète la clarinette basse de Jacques Millon, qui prend sa retraite de l'opéra de Paris et se consacre à cet instrument.
Il est invité par la chanteuse Rosaly Lima au club 21 à Rio de Janeiro ; son lien avec le Brésil  perdurera au fil des années.
Pierre Louis Garcia-Leccia s'avère être un musicien multi-instrumentiste (clarinettes, saxophones) présent sur la scène française des musiques improvisées tout en restant fidèle aux  racines du jazz. Il est également compositeur pour le cinéma (Récréations, et Police de Claire Simon, Ma'anda Ma'anda de Laurent et Armelle Maas (2012)...) et la danse contemporaine avec les danseurs Josiane Antourel, Pierre Doussaint, Isabelle Dubouloz... Il obtient la victoire au concours de chorégraphie de Bagnolet avec Nuit blanche à Omsk. Il a également des activités de pédagogue et produit ses albums d'enregistrement.
Dans les différents groupes qu'il a formé, il cultive l'esprit du jazz, du free et du rock.
Il compose pour le chorégraphe Jacques Patarozzi les musiques des spectacles Blanc seing et A mossa-des jours et des nuits.
Pierre-Henri Ardonceau reconnaît l'originalité du jeu de Pierre Louis Garcia aux clarinettes : « Si en France nous sommes particulièrement gâtés en la matière (avec, dans l'ordre chronologique: Portal, Di Donato, Sclavis, Kassap et plus récemment Foltz), incontestablement, le nom de Garcia doit être aussi inscrit dans ce tableau d'honneur prestigieux. » Il est un des rares instrumentistes de jazz à jouer régulièrement de la clarinette  contrebasse et du cor de basset en musique improvisée.
Ses albums reçoivent des éloges de la presse musicale ; pour l'album Ohimé avec le groupe éponyme, on relèvera :

« La violence généreuse du free, la séduction carrée du binaire, le lyrisme venu de Coltrane, une sensibilité rigoureuse et débridée. »

— Francis Marmande, Le Monde
Pour l'album 5/Solo :

« C'est un tour de force d'arriver à être quasiment différent à chaque fois et je trouve que vous l'avez parfaitement réussi. »

— Martial Solal, Le Parisien
Pour l'album « Oldlegum - Mugeldlo » ayant été remasterisé à partir de bandes d'un concert en 1988 et diffusé en 2024, Pierre Louis Garcia « insiste sur l’effet miroir des choses : miroir entre le live et le studio, entre le travail et la spontanéité, entre ce qui fût et ce qui sera… » en clin d’œil à  l'album de jazz fusion « Live–Evil » de Miles Davis.
Il a vécu entre la France et le Brésil, et vit actuellement à Paris.
Pierre Louis Garcia joue sur un modèle paperclip de clarinette contrebasse de la maison Leblanc.

## Discographie
- Die Groupen, avec  Pierre Louis Garcia-Leccia ; Denis Leloup : trombone ; Dominique Bertram : contrebasse ; Frédéric Sicart : batterie ; Didier Hauck : batterie ; Sydney Thiam : percussions, (KPP, 1984)
- Oldlegum, (label KPP, 1988)[7]
- Passage du Musée, enregistrements live au Sunset avec Pierre Louis Garcia-Leccia, Frank Rochard, Sylvin Marc, Jean-Philippe Fanfant (label KPP, 1996)[8]

- Ohimé, avec Pierre Louis Garcia-Leccia : saxophones, clarinette basse, clarinette contrebasse ; Michaël Felberbaum : guitare ; Hadrien Féraud : basse électrique ; Fabien Haimovici : batterie (KPP, 2007)[5],[1]

- 5/SOLO, enregistrements en solo essentiellement de clarinette contrebasse et de cor de basset, aussi de clarinette basse et de saxophone alto, (double 33 T, label PALESTRO, 2020)[9]
  - « Tous ces instruments possèdent leur monde intérieur. "Il faut les appréhender, aller les chercher"[10]. »

- Oldlegum Mugeldlo  , enregistrements live au New Morning et studio en 1988 remasterisés, avec Pierre Louis Garcia : saxophone, clarinette, composition ; Benoit Sourisse : piano ; Nguyên Lê : guitare ; André Ceccarelli : batterie ; Sylvin Marc : basse ; Robert Thomas Junior : percussions ; Invités : Abdou M’Boup : basse batterie ; Sydney Thiam : djambé ; Benoît Widemann : minimoog ; Jean-Pierre Fouquey : piano électrique, orgue ; Bernard Paganotti : basse électrique (Palestro PAL155/KPP26, 2024)[11]

## Musique de scène
- supernova (2009), Scapino ballet, chorégraphie : Marco Goecke, musique : Antony & the Johnsons, Pierre Louis Garcia-Leccia[12]